# Benay
Benay település Franciaországban, Aisne megyében. Lakosainak száma 188 fő (2022. január 1.). Benay Cerizy, Essigny-le-Grand, Hinacourt, Ly-Fontaine, Moÿ-de-l’Aisne, Urvillers és Vendeuil községekkel határos.

## Népesség
A település népességének változása:
| Lakosok száma | 192  | 222  | 206  | 199  | 212  | 208  | 204  | 196  | 193  | 188  |
|               | 1968 | 1982 | 1990 | 2006 | 2013 | 2015 | 2017 | 2019 | 2020 | 2022 |